# Laura Poitras
Laura Poitras (Chicago, 1964) é uma cineasta, documentarista e escritora estadunidense.
Glenn Greenwald e Poitras são as duas únicas pessoas que têm posse de todos os inúmeros documentos referentes aos programas de vigilância global da Agência de Segurança Nacional americana, NSA.
Em junho de 2013, em Hong Kong, os documentos foram entregues por Edward Snowden a dois jornalistas: Laura Poitras e Glenn Greenwald.
Através da publicação desses documentos foi trazida ao conhecimento publico a vasta dimensão do sistema de Vigilância global americano.
Em 2015, seu filme Citizenfour foi o ganhador do Oscar na categoria de melhor documentário. O documentário dirigido por Poitras aborda a extensão da vigilância global e espionagem pelos Estados Unidos, feitas através da NSA. Em filmagem feita durante o desenrolar dos eventos, o filme documenta como se deram os encontros com Edward Snowden antes e depois de sua identidade ser revelada ao público.
Citizenfour recebeu ainda em 2015 o prêmio da Associação Internacional de Documentários e foi indicado para o Oscar no mesmo ano, como melhor documentário.

## Revelações dos Programas de Vigilância dos Estados Unidos na Mídia

Mapa da coleta de dados global pela NSA

Em 2013 Poitras estava entre os três jornalistas que encontraram Edward Snowden em Hong Kong e receberam copias dos documentos referentes aos os programas de vigilância global dos Estados Unidos.
Laura tem contribuído para as publicações das revelações dos programas de vigilância global. Se uniu a Jacob Appelbaum que também  reside atualmente na Alemanha, e a escritores do Der Spiegel para avaliar os documentos e publicar os tópicos relativos as atividades da NSA na Alemanha.
Ela filmou, editou e produziu a mensagem de Natal de Edward Snowden que foi ao ar pelo Channel 4 da BBC.  Iniciou a produção de uma trilogia que vai abordar a  vigilância global. A primeira parte conta com a participação de William Binney (U.S. Oficial de Inteligencia Americano) e por mais de trinta anos alto funcionário da NSA, que com Thomas Andrews Drake foi um dos primeiros denunciadores dos programas da NSA sem todavia conseguir a repercussão que as revelações documentadas de Snowden tiveram.
Em Outubro de 2013, se uniu a Glenn Greenwald and Jeremy Scahill para criarem o The Intercept, uma publicação da First Look Media voltada para jornalismo investigativo.

## Vida Pessoal
Laura Poitras reside em Berlim onde considera que tem mais liberdade para executar seu trabalho do que em seu país , os Estados Unidos.

## Premiações pela cobertura da espionagem daNSA
Em abril de 2014 Glenn Greenwald, Laura Poitras e Ewen MacAskill do The Guardian e Barton Gellman do The Washington Post receberam o Prêmio George Polk de Reportagem de Segurança Nacional, pelo trabalho jornalístico base em documentos fornecidos por Edward Snowden em junho de 2013, revelando o sistema global de vigilância criado pela NSA e seus aliados, os chamados Cinco Olhos.

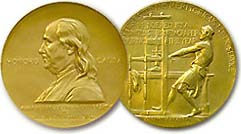
Prêmio Pulitzer

Em 14 de abril de 2014, foi anunciado que os jornais The Guardian, onde Greenwald e Laura Poitras iniciaram a publicação da materias sobre a NSA, e The Washington Post foram os ganhadores do Prêmio Pulitzer 2014 de jornalismo, o mais importante prêmio de jornalismo nos Estados Unidos, pelas publicações das revelações da vigilância global baseadas nos mesmos documentos revelados por Edward Snowden.
Na ocasião da entrega dos prêmios, Laura Poitras e Glenn Greenwald, cidadãos americanos, estavam entrando pela primeira vez nos Estados Unidos depois que as revelações da espionagem americana através da NSA comecaram a ser publicadas, devido à intimidação que vêm recebendo do governo americano pelo seu envolvimento na publicação dos documentos. O governo americano se referiu aos jornalistas que revelaram a espionagem da NSA jornalistas como "cúmplices" de Snowden, em linguagem sugerindo que poderiam ser presos caso retornassem aos Estados Unidos por terem desvendado o esquema de espionagem da Agência Nacional de Segurança americana a partir dos documentos vazados por Edward Snowden. Glenn Greenwald reside no Rio de Janeiro, Brasil, e Laura Poitras reside em Berlin, Alemanha, em um auto exílio que segundo ela confirmou, resultou da impossibilidade de desempenhar seu trabalho nos Estados Unidos sem ser intimidada pelos órgãos do governo americano.
Ao receber o prêmio, Laura Poitras disse: "Esse Prêmio é de Snowden", por ter colocado sua vida em risco para revelar ao mundo os propósitos dos Estados Unidos e seus aliados de língua inglesa, os Cinco Olhos, de dominar as comunicações a nível mundial.
Fazem parte dos Cinco Olhos, a Austrália, o Canadá, a Nova Zelândia, o Reino Unido e os Estados Unidos da América.
O Jornal The Guardian sofreu uma série de ameaças através do GCHQ, o serviço de inteligência britânico equivalente à NSA nos Estados Unidos, tendo sido obrigado a destruir seus computadores em frente aos agentes do serviço de inteligência britânico (GCHQ), em 20 de julho de 2013.
Os repórteres envolvidos foram aparentemente colocados sobre intensa vigilância conforme conta o repórter Luke Harding, em seu livro "The Snowden Files" publicado na Inglaterra em fevereiro de 2014, que revela que enquanto ele trabalhava escrevendo o livro sobre os fatos ligados ao caso da NSA, a tela de seu computador era misteriosamente apagada e os textos escritos continuamente desapareciam.

## Intimidação
Depois de completar o filme My Country, My Country, Laura afirmou ser frequentemente intimidada ao sair e entrar de seu proprio pais, tendo sido detida e interrogada mais de três duzias de vezes ao retornar de suas constantes viagens ao exterior, o que leva a conclusão de que ela deve ter sido colocada em uma das listas do Departamento de Segurança Interna dos Estados Unidos. Supostamente, em diversas ocasiões, seus computadores e telefones foram apreendidos e ela foi impedida de fazer anotações, como foi instruída por seus advogados.

## First Look Media e The Intercept
Em 16 de outubro de 2013, Pierre Omidyar, fundador da eBay anunciou que iria financiar o novo meio de comunicação que veio a reunir Glenn Greenwald , Laura Poitras e Jeremy Scahill no empreendimento. Omidyar fez uma doação de 250 milhões de dólares americanos para ser criado The Intercept como parte de First Look Media . Pierre Omidyar, fundador da eBay, investiu no empreendimento quantia igual ao investimento de Jeff Bezos, fundador da Amazon.com ao adquirir o jornal The Washington Post. A primeira edição do Intercept publicou fotos da secreta NSA reveladas pela primeira vez. A meta de longo prazo, segundo Greenwald, é "produzir um jornalismo corajoso, confrontando uma ampla gama de tópicos como corrupção ou política financeira ou violação de liberdades civis".

## Prêmios
- Abril de 2014 - Juntamente com Edward Snowden recebeu o Prêmio Ridenhour por expor a verdade.[41][42]
- Fevereiro de 2010 - True Vision Award [43]
- Outubro de 2012 - escolhida para a MacArthur Fellows [44][45]
- 2013 - EFF Pioneer Award[46]
- 2013 - George Polk Award juntamente com Glenn Greenwald, Ewen MacAskill do The Guardian e Barton Gellman do The Washington Post.[47][48]

## Filmografia
- Exact Fantasy (1995)
- Flag Wars (2003)
- Oh Say Can You See... (2003)
- My Country, My Country (2006) Sobre a ocupação do Iraque
- The Oath  (2010)
- Citizenfour (2014)
- Risk (2016)